# Gordon Strachan
Gordon David Strachan OBE (* 9. Februar 1957 in Edinburgh) ist ein schottischer Fußballtrainer und ehemaliger Fußballspieler (Mittelfeld).

## Leben und Karriere
Strachan ist einer der erfolgreichsten schottischen Spieler. Seine erfolgreichste Zeit als Spieler erlebte er Ende der 1970er bis Mitte der 1980er Jahre beim FC Aberdeen unter Trainer Alex Ferguson. Er gewann zweimal die Meisterschaft (1980 und 1984), dreimal den Pokal (1982, 1983 und 1984), 1983 den Europapokal der Pokalsieger und 1984 den Europäischen Supercup. Im Anschluss hatte er eigentlich einen Vertrag beim 1. FC Köln unterschrieben, wechselte dann aber zu Manchester United. Dort wurde er 1985 Pokalsieger. 1989 wechselte er zu Leeds United, wo er gemeinsam mit seinem Landsmann Gary McAllister 1992 englischer Meister wurde. Am Ende seiner Karriere spielte Strachan noch eine Saison für Coventry City.
Auch als Nationalspieler war er erfolgreich, so nahm er an den WM-Endrunden 1982 und 1986 teil und absolvierte sechs Spiele (ein Tor). Strachan wurde unter Andy Roxburgh aus dem Kader für die Weltmeisterschaft 1990 gestrichen. Dennoch kehrte er zwischen 1990 und 1992 zurück in die Nationalmannschaft und war Kapitän seines Landes in der Qualifikation für die UEFA-Euro 1992. Allerdings reiste er nicht als Mitglied des Kaders nach Schweden, da er aufgrund langjähriger Rückenprobleme seinen Rücktritt ankündigte. Insgesamt absolvierte er für Schottland 50 Länderspiele und erzielte fünf Tore.
Nach seiner Laufbahn als Spieler wurde er Trainer. Zunächst trainierte er Coventry City, mit denen er jedoch aus der Premier League abstieg. Weniger erfolgreich war auch seine Zeit beim FC Southampton. Nach einer weiteren Station beim Celtic FC trainierte er von 2009 bis 2010 das Team von Middlesbrough FC. Vom 15. Januar 2013 bis zum 12. Oktober 2017 war er Trainer der schottischen Nationalmannschaft.

## Erfolge & Titel

### Persönlich
- Schottlands Fußballer des Jahres: 1980
- Englands Fußballer des Jahres: 1991
- Mitglied der Scotland Football Hall Of Fame

### Als Spieler
- Schottischer Meister (2): 1980, 1984,
- Schottischer-FA-Cup-Sieger (3): 1982, 1983, 1984
- Europapokal der Pokalsieger: 1983
- UEFA Super Cup: 1983
- Englischer Meister: 1991/92
- FA Cup: 1985
- Drybrough Cup: 1980

### Als Trainer
- Schottischer Meister (3): 2006, 2007, 2008
- Schottischer-FA-Cup-Sieger: 2007
- Schottischer Ligapokal (2): 2006, 2009